# Polignano a Mare
Polignano a Mare [poliɲˈɲaːno a ˈmaːre] – miejscowość i gmina we Włoszech, w regionie Apulia, w prowincji Bari.
Według danych na styczeń 2009 gminę zamieszkiwało 17 718 osób przy gęstości zaludnienia 283,5 os./1 km².